# Voivodato di Łomża

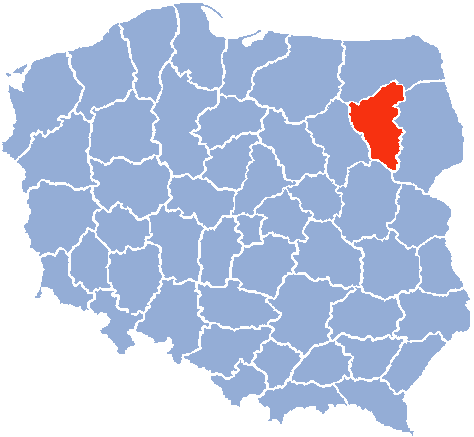
Voivodato di Łomża

Il voivodato di Łomża (in polacco województwo Łomżańskie) è stato un'unità di divisione amministrativa e governo locale della Polonia negli anni dal 1975 al 1998. Nel 1999, con la riforma della suddivisione in voivodati, è stato sostituito dal voivodato della Podlachia. La città capitale era Łomża.

## Principali città (popolazione nel 1995)
- Łomża (63000)
- Zambrów (23600)
- Grajewo (22400)

## Luoghi celebri
- Drozdowo